# Polysyncraton dromide
Polysyncraton dromide är en sjöpungsart som beskrevs av Kott 200. Polysyncraton dromide ingår i släktet Polysyncraton och familjen Didemnidae. Inga underarter finns listade i Catalogue of Life.